# アヒリヤー・バーイー・ホールカル
アヒリヤー・バーイー・ホールカル（Ahiliya Bai Holkar, 1725年5月31日 - 1795年8月13日）は、インドのマラーター同盟、ホールカル家の当主（在位：1767年 - 1795年）。

## 生涯
1725年5月31日、アヒリヤー・バーイーはアフマドナガル地方のパティールであるマンコージー・シンディアの娘として生まれた。
1733年、ホールカル家当主マルハール・ラーオ・ホールカルの継嗣カンデー・ラーオ・ホールカルと結婚した。
1754年3月、夫であるカンデー・ラーオが死亡し、翌1755年頃にホールカル家一族のトゥコージー・ラーオ・ホールカルと再婚した。
1766年5月、マルハール・ラーオは死亡し、アヒリヤー・バーイーの息子マーレー・ラーオ・ホールカルが当主となったが、翌年4月に死亡した。これにより、ホールカル家はその母であるアヒリヤー・バーイーとトゥコージー・ラーオの共同統治となった。
アヒリヤー・バーイーはインドールの南、ナルマダー川の河畔マヘーシュワルへと遷都した。彼女は軍司令官でもあるトゥコージー・ラーオに軍事など外政を任せ、自身は内政を中心に統治した。
アヒリヤー・バーイーはヒンドゥー寺院のパトロンであり建設者でもあった。彼女はインドールとマヘーシュワルに寺院を建設したのみならず、ドワールカー、ヴァーラーナシー、ガヤー、ウッジャイン、ナーシク、アヨーディヤーなどに寺院を建設した。また、11世紀にアフガニスタンのガズナ朝に破壊されたソームナートの寺院も再建したのも彼女である。
他方、18世紀末にシンディア家がマハーダージー・シンディアのもとで勢力を北インドに拡大してきたが、アヒリヤー・バーイーはマハーダージーと険悪な関係にあった。そのため、しばしば両家は紛争を起こした。
1795年8月13日、アヒリヤー・バーイーは死亡し、夫のトゥコージー・ラーオが単独統治者となった。

## 寺院のパトロンとしてのアヒリヤー・バーイー

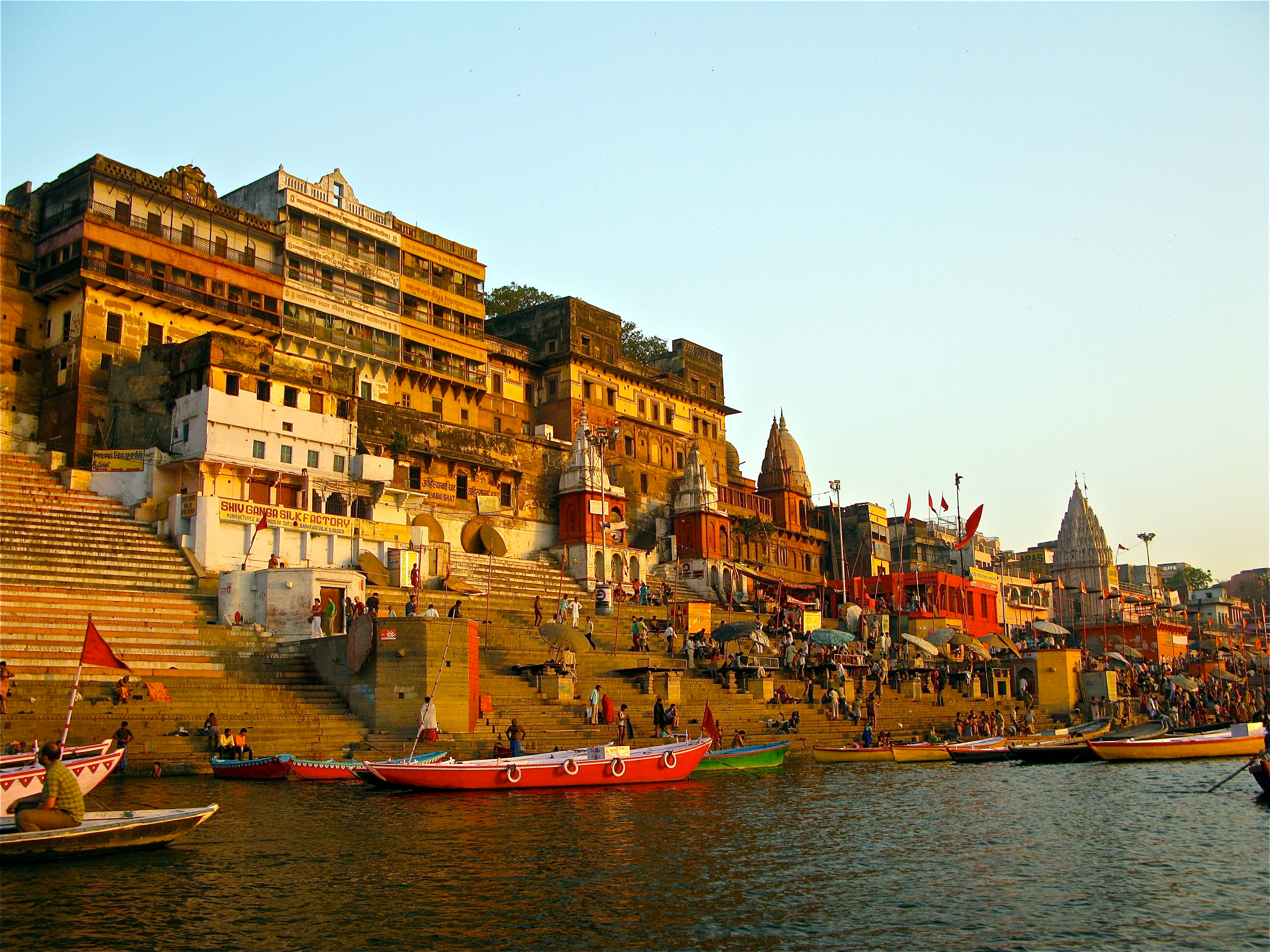
アヒリヤー・ガート（ヴァーラーナシー）

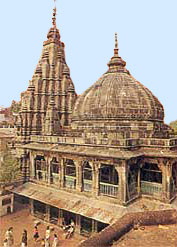
ヴィシュヌパド寺院（ガヤー）

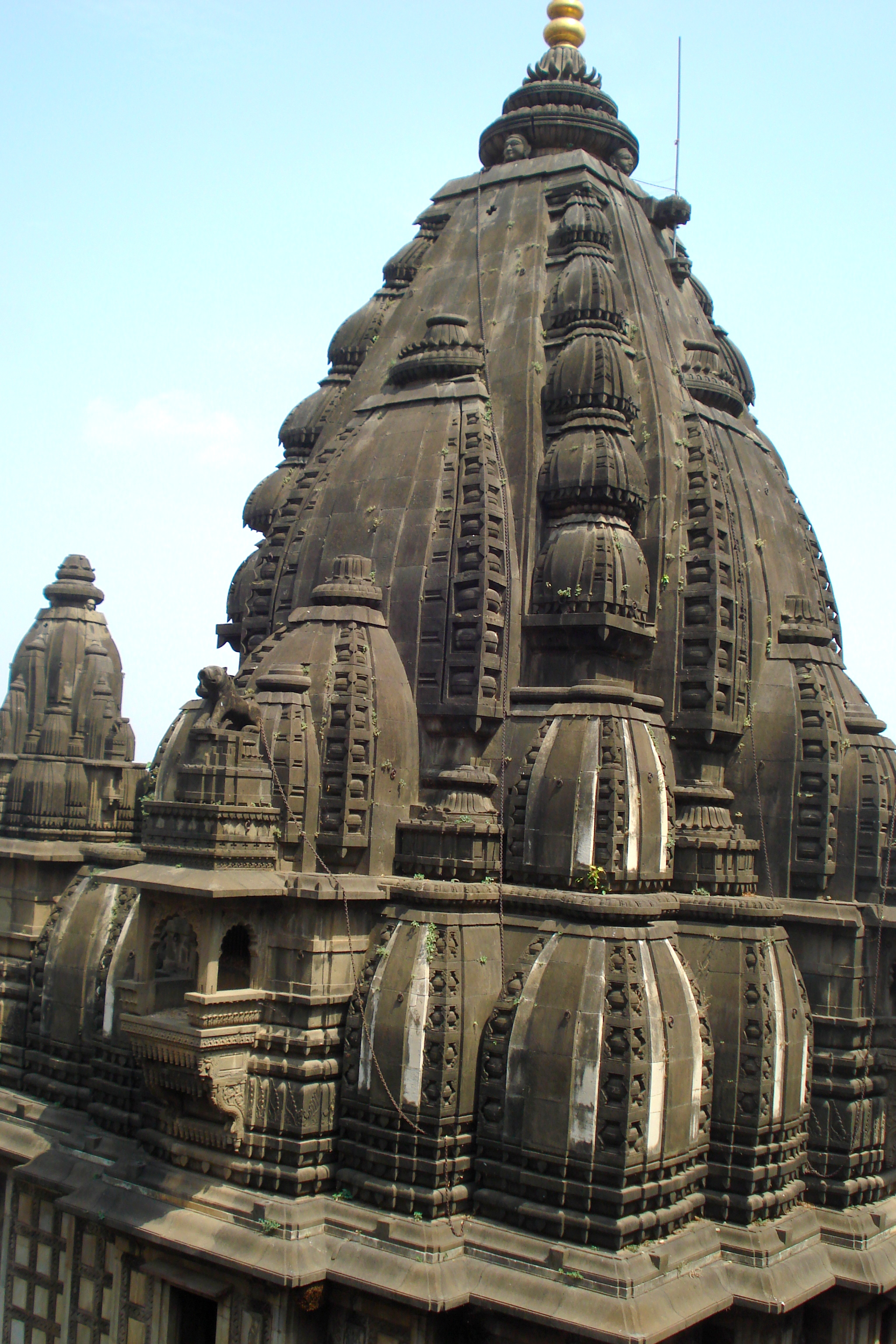
アヒリヤー・バーイー建設の寺院 （シカール）

アヒリヤー・バーイーは先述したように18世紀を代表するヒンドゥー寺院のパトロンであった。その寺院の建設・復興事業は自国の領土以外の地域でも行われた。これらの事業が行われた都市は以下の通り。
- アヨーディヤー
- アマルカンタク
- アーラムプル
- ベールール
- ビトゥール
- バーンプラ
- チトラクート
- エローラ
- ブルハーンプル
- ドワールカー
- ヴァーラーナシー
- ガヤー
- ウッジャイン
- ナーシク
- ラーメーシュワラム
- ソームナート
- ウッジャイン
- ヴリンダーヴァン
- マトゥラー
- プネー
- バラトプル
- バドリナート
- ハリドワール
- プリー
- クルクシェートラ
- マヘーシュワル
- コールハープル
- ビーマシャンカル
- マンダレーシュワル

など

## ギャラリー
- アヒリヤー・バーイー
- アヒリヤー・バーイー像
- アヒリヤー・バーイー像（マヘーシュワル）
- マヘーシュワルの王宮
- ラージワーダーの中庭（アヒリヤー・バーイーの住んでいた場所）